# Ден на победата (Азербайджан)
Денят на победата (на азербайджански: Zəfər Günü)  е официален празник на Азербайджан, който се отбелязва на 8 ноември, в чест на Азербайджан като победител във войната за Нагорни Карабах през 2020 г., официално обозначена като Отечествената война. Създаден с указ на президента на Азербайджан от 2 декември 2020 г., празникът се чества в деня на превземането на Шуша (8 ноември). Този ден е и неработен.

## Същност
На 27 септември 2020 г. избухват сблъсъци в спорния регион Нагорни Карабах, който де факто е контролиран от самопровъзгласената и непризната Република Арцах, но де юре част от Азербайджан .  Азербайджанските въоръжени сили първо навлизат в областите Фузули и Джебраил превземайки съответните им административни центрове.  Оттам продължават към Хадрут .  Азербайджанските войски започват да настъпват по-интензивно след падането на Хадрут около 15 октомври, а арменците отстъпват, след което азербайджанците поемат контрола над градовете Зангилан и Кубадли .  Започват офанзива за Лачин  също така проникват в област Шуша през горите и планинските проходи.  
След превземането на Шуша, във второто по големина населено място в Нагорни Карабах, бива подписано споразумение за прекратяване на огъня между президента на Азербайджан Илхам Алиев, министър-председателя на Армения Никол Пашинян и президента на Русия Владимир Путин, с което се прекратяват всички военни действия в района от 00:00 ч. на10 ноември 2020 г. по московско време .    Съгласно споразумението воюващите страни ще запазят контрола върху задържаните в момента райони в Нагорни Карабах, докато Армения трябва да върне околните територии, окупирани през 1994 г., на Азербайджан. Азербайджан също ще получи достъп до земя до своя ексклав Нахчивен, граничещ с Турция и Иран. Приблизително 2000 руски войници биват разположени като мироопазващи сили по коридора на Лачин между Армения и Нагорни Карабах за мандат от поне пет години. 

## Обявяване за официален празник
На 2 декември 2020 г. президентът на Азербайджан Илхам Алиев подписа указ за установяване на Деня на победата като официален празник в Азербайджан . Денят на подписването на споразумението за прекратяване на огъня, с което се прекратява войната, и влизането му в сила от Азербайджанско време, 10 ноември, трябваше да бъде отбелязан в Азербайджан като Ден на победата.  На следващия ден тази заповед бива отменена.  Датата на честването на празника се променя на 8 ноември, денят, в който азербайджанските сили превземат контрола над Шуша, тъй като предната дата се припокриваше с Деня на паметта на Мустафа Кемал Ататюрк в Турция.  На 8 декември бе съобщено, че новата станция в метрото в Баку ще бъде наречена "8 ноември" по предложение на Алиев. 